# Roza Blokker
Roza Blokker (17 oktober 1991) is een Nederlands voormalig langebaanschaatsster. 
Op het NK allround 2015 werd ze 18e, in 2018 werd ze 6e.
Blokker bezit de baanrecords op de 3000 meter van de Ireen Wüst IJsbaan in Tilburg, en de Jaap Edenbaan in Amsterdam.

## Records

### Persoonlijke records[3]
| Afstand    | Tijd    | Datum           | Baan       |
| ---------- | ------- | --------------- | ---------- |
| 500 meter  | 40,10   | 8 maart 2019    | Calgary    |
| 1000 meter | 1.18,12 | 19 januari 2019 | Heerenveen |
| 1500 meter | 1.56,67 | 17 maart 2019   | Calgary    |
| 3000 meter | 4.06,21 | 15 maart 2019   | Calgary    |
| 5000 meter | 7.03,48 | 16 maart 2019   | Calgary    |

## Resultaten
| Jaar | NK Afstanden        | NK Allround |
| ---- | ------------------- | ----------- |
| 2015 |                     | NC18        |
| 2016 |                     | NC17        |
| 2017 |                     | NC13        |
| 2018 | 17e 3000m           | 6e          |
| 2019 | 15e 3000m 8e 5000m  | 6e          |
| 2020 | 16e 1500m 13e 3000m | 7e          |
| 2021 | 13e 1500m 14e 3000m | NC13        |